# Paolo Pappalardo
Paolo Pappalardo (ur. 18 lutego 1903 w Buccheri, zm. 6 sierpnia 1966) – włoski duchowny rzymskokatolicki, arcybiskup tytularny, dyplomata papieski.

## Biografia
15 sierpnia 1925 otrzymał święcenia prezbiteriatu i został kapłanem diecezji Noto. Pracował jako nauczyciel w liceum oraz wykładowca łaciny i greki w seminarium duchownym. W 1927 przeniósł się do Katanii, gdzie pomagał tamtejszemu arcybiskupowi. W 1933 został zatrudniony w Świętej Kongregacji ds. Kościołów Wschodnich, początkowo jako protokolant Sekcji Liturgicznej, od 1934 jako archiwista i od 1935 jako urzędnik.
W 1946, pozostając urzędnikiem Kongregacji, został tymczasowym szefem ówcześnie wakującej Delegatury Apostolskiej w Iranie.
7 sierpnia 1948 papież Pius XII mianował go pełnoprawnym delegatem apostolskim w Iranie oraz arcybiskupem tytularnym apamejskim. 29 sierpnia 1948 przyjął sakrę biskupią z rąk sekretarza Świętej Kongregacji ds. Kościołów Wschodnich kard. Eugène Tisseranta. Współkonsekratorami byli ordynariusz polowy Włoch abp Carlo Alberto Ferrero di Cavallerleone oraz biskup pomocniczy diecezji Porto i Santa Rufina Pietro Villa FSCJ.
W 1949 został dodatkowo administratorem apostolskim archidiecezji isfahańskiej - jedynego biskupstwa łacińskiego w Iranie.
19 marca 1953 został przeniesiony na urząd internuncjusza apostolskiego w Syrii. 4 lipca 1953 został dodatkowo administratorem apostolskim obejmującego całość syryjskich struktur Kościoła rzymskokatolickiego wikariatu apostolskiego Aleppo.
W 1958 z powodu niedowładu był zmuszony zrezygnować z urzędu i powrócić do ojczyzny. Następnie do 1964 pracował w Sekretariacie Stanu. Jako ojciec soborowy wziął udział w soborze watykańskim II, jednak wyłącznie w III sesji.